# 허구
픽션(영어: fiction, 라틴어: fictio) 또는 허구(虛構)는 사실에 관한 직접적인 기록이나 묘사와는 달리 가공(架空)의 인물이나, 허구적인 상상력을 말한다. 유래는 라틴어인 픽티오(라틴어: fictio)이다.
작가가 독창적인 상상력에 의해서 허구적으로 만들어 낸 것. 따라서 모든 이야기 소설을 지칭한다. 작품이 픽션이라고 하는 것은 작자가 무엇인가를 표현하려고 할 때 사실보다도 편리하며, 그런 의미에서 작자의 진실을 나타내고 있다. 이것은 독자도 양해하고 작품을 읽고 있다. 소설은 물론 픽션이나 논픽션적인 양상을 취하는 점에서 이야기와는 다르다. 또한 최근 소설에서도 조사한 예술이라고 불리는 논픽션과의 구별이 명료하지 않은 작품도 있다.

## 같이 보기
- 팬 픽션
- 논픽션